# Homalium
Genre
Synonymes
- Antinisa (Tul.) Hutch.[2]
- Astranthus Lour.[2]
- Blakwellia Lam.[2]
- Cordylanthus Blume[2]
- Myriantheia Thouars[2]
- Napimoga Aubl.[2]
- Nisa Noronha ex Thouars[2]
- Pierrea Hance[2]
- Pythagorea Lour.[2]
- Racoubea Aubl.[2]

Homalium est un genre de plantes à fleurs de la famille des Salicaceae. 

## Liste d'espèces
Selon BioLib (1 août 2018) :
- Homalium abdessammadii Asch. & Schweinf.
- Homalium acuminatum Cheeseman
- Homalium acutissimum Gilg
- Homalium africanum (Hook.f.) Benth.
- Homalium albiflorum (Boivin ex Tul.) O. Hoffm.
- Homalium alnifolium Thwaites & F. Muell. ex F. Muell.
- Homalium aneityense Guillaumin
- Homalium angustifolium Sm.
- Homalium austrocaledonicum Seem.
- Homalium axillare (Lam.) Benth.
- Homalium barandae Vidal ex Fern.-Vill.
- Homalium betulifolium Däniker
- Homalium bismarckense Craven
- Homalium boinense H. Perrier
- Homalium brachybotrys (F. Muell.) F. Muell.
- Homalium brachyrhachis Sleumer
- Homalium brachystylis (Tul.) Baill.
- Homalium bracteatum Benth.
- Homalium brevidens Gagnep.
- Homalium brevipedunculatum Scott-Elliot
- Homalium breviracemosum How & Ko
- Homalium burmanicum M.P.Nayar & G.S.Giri
- Homalium buxifolium Däniker
- Homalium capuronii Sleumer
- Homalium caput-avis Craven
- Homalium caryophyllaceum (Zoll. & Moritz) Benth.
- Homalium cauliflorum H. Perrier
- Homalium celebicum Koord.
- Homalium ceylanicum (Gardner) Bentham
- Homalium chasei Wild
- Homalium circumpinnatum F.M. Bailey
- Homalium cochinchinense (Loureiro) Druce
- Homalium dalzielii Hutch.
- Homalium dasyanthum (Turcz.) Theob.
- Homalium decaryanum H. Perrier
- Homalium decurrens (Vieill.) Briq.
- Homalium dentatum (Harv.) Warb.
- Homalium dentrecasteauxense Craven
- Homalium deplanchei (Vieill.) Warb.
- Homalium dewevrei De Wild. & T. Durand
- Homalium dewitii Kosterm.
- Homalium dictyoneurum (Hance) Warb.
- Homalium dorrii Appleq.
- Homalium elegantulum Sleumer
- Homalium erianthum (Tul.) Baill.
- Homalium foetidum (Roxb.) Benth.
- Homalium francii Guillaumin
- Homalium fulviflorum Sleumer
- Homalium gitingense Elmer
- Homalium glabrifolium Geddes
- Homalium glandulosum Tagane & V. H. Nguyen
- Homalium graciliflorum Sleumer
- Homalium gracilipes Sleumer
- Homalium grandiflorum Benth.
- Homalium guianense (Aubl.) Oken
- Homalium guillainii (Vieill.) Briq.
- Homalium henriquesii Gilg ex Engl.
- Homalium hypolasium Mildbr.
- Homalium integrifolium (Lam.) Baill.
- Homalium intercedens Sleumer
- Homalium intermedium (Vieill.) Briq.
- Homalium involucratum (DC.) O. Hoffm.
- Homalium jainii A.N.Henry & Swamin.
- Homalium juxtapositum Sleumer
- Homalium kainantense Masamune
- Homalium kanaliense (Vieill.) Briq.
- Homalium kunstleri King
- Homalium kwangsiense F.C.How & W.C.Ko
- Homalium lastoursvillense Pellegr.
- Homalium laurifolium A.C. Sm.
- Homalium laxiflorum (Tul.) Baill.
- Homalium leratiorum Guillaumin
- Homalium letestui Pellegr.
- Homalium loheri Merr.
- Homalium longifolium Benth.
- Homalium longistaminum H. Perrier
- Homalium longistylum Mast.
- Homalium louvelianum H. Perrier
- Homalium lucidum Scott-Elliot
- Homalium maneauense Craven
- Homalium maringitra H. Perrier
- Homalium mathieuanum (Vieill.) Briq.
- Homalium micranthum (Boivin ex Tul.) O. Hoffm.
- Homalium microphyllum O. Hoffm.
- Homalium minahassae Koord.
- Homalium mollissimum Merrill
- Homalium moniliforme H. Perrier
- Homalium moto H.St.John
- Homalium moultonii Merr.
- Homalium mouo H.St.John
- Homalium multiflorum Merr.
- Homalium myriandrum Merr.
- Homalium myrtifolium Sleumer
- Homalium napaulense (DC.) Benth.
- Homalium nitens Turrill
- Homalium nobile Baill.
- Homalium nudiflorum (DC.) Baill.
- Homalium oblongifolium Merr.
- Homalium ogoouense Pellegr.
- Homalium oppositifolium (Tul.) Baill.
- Homalium oubanguiense Tisser.
- Homalium palawanense Regalado, Soejarto & Madulid
- Homalium pallidum A.C. Sm.
- Homalium panayanum F. Villar
- Homalium paniculatum ou "Corce blanc" (Lam.) Benth.
- Homalium paniculiflorum How & Ko
- Homalium parkeri Baker
- Homalium peninsulare Sleumer
- Homalium perrieri Sleumer
- Homalium petelotii Merr.
- Homalium phanerophlebium F.C.How & W.C.Ko
- Homalium planiflorum (Boivin ex Tul.) Baill.
- Homalium polystachyum (Vieill.) Briq.
- Homalium protectum Sleumer
- Homalium pseudoboinense Appleq.
- Homalium pulchrum Sleumer
- Homalium racemosum Jacq.
- Homalium ramosii Merr.
- Homalium randrianasoloi Appleq.
- Homalium ranomafanicum Appleq.
- Homalium reductum Craven
- Homalium retivenium Sleumer
- Homalium rivulare (Vieill.) Briq.
- Homalium rubiginosum (Vieill.) Warb.
- Homalium rubriflorum Sleumer
- Homalium rubrocostatum Sleumer
- Homalium rufescens Benth.
- Homalium sabiifolium How & Ko
- Homalium samarense Merr.
- Homalium sanguineum (Boivin ex Tul.) Baill.
- Homalium schatzii Appleq.
- Homalium schlichii Kurz
- Homalium serratum Guillaumin
- Homalium sleumerianum Lescot
- Homalium smythei Hutch. & Dalziel
- Homalium spathulatum Ridley
- Homalium stelliferum H. Perrier
- Homalium stenophyllum Merrill & Chun
- Homalium stipulaceum Welw. ex Mast.
- Homalium streimannii Craven
- Homalium subcordatum Craven
- Homalium tatambense Sleumer
- Homalium taypau H.St.John
- Homalium thuarsianum (Tul.) Baill.
- Homalium tomentosum (Vent.) Benth.
- Homalium tongaense H.St.John
- Homalium travancoricum Bedd.
- Homalium trigynum (Baker) Sleumer
- Homalium undulatum King
- Homalium velutinum Craven
- Homalium viguieri H. Perrier
- Homalium villarianum S. Vidal
- Homalium viridiflorum Exell
- Homalium vitiense Benth.
- Homalium whitmeeanum H.St.John

Selon Catalogue of Life (1 août 2018) :
- Homalium abdessammadii Aschers. & Schweinf
- Homalium acuminatum Cheesem.
- Homalium acutissimum Gilg
- Homalium africanum (Hook. fil.) Benth.
- Homalium albiflorum (Boiv. ex Tul.) O. Hoffm.
- Homalium alnifolium F. Müll.
- Homalium aneityense Guillaumin
- Homalium angustifolium Sm.
- Homalium austro-caledonicum Seem.
- Homalium axillare (Lam.) Benth.
- Homalium baillonii S. Elliot
- Homalium barandae Vidal ex Villar
- Homalium betulifolium Däniker
- Homalium bismarckense L.A. Craven
- Homalium boinense H. Perrier
- Homalium brachybotrys (F. Müll.) F. Müll.
- Homalium brachyrhachis Sleum.
- Homalium brachystylum Baill.
- Homalium bracteatum Benth.
- Homalium brevipedunculatum S. Elliot
- Homalium breviracemosum How & Ko
- Homalium burmanicum M.P. Nayar & G.S. Giri
- Homalium buxifolium Däniker
- Homalium capuronii Sleum.
- Homalium caput-avis L.A. Craven
- Homalium caryophyllaceum (Zoll. & Mor.) Benth.
- Homalium cauliflorum H.Perrier
- Homalium celebicum Koord.
- Homalium ceylanicum
- Homalium circumpinnatum F. M. Bailey
- Homalium cochinchinensis (Lour.) Druce
- Homalium dalzielii Hutchinson
- Homalium dasyanthum (Turcz.) W. Theobald
- Homalium decaryanum H.Perrier
- Homalium decurrens (Vieill.) Briquet
- Homalium dentatum (Harv.) Warb.
- Homalium dentrecasteauxense L.A. Craven
- Homalium deplanchei Warb.
- Homalium dewevrei De Wild. & Th. Dur.
- Homalium dewitii A.J.G.H. Kostermans
- Homalium dictyoneurum (Hance) Warb.
- Homalium dorrii Appleq.
- Homalium elegantulum Sleum.
- Homalium erianthum (Tul.) Baill.
- Homalium foetidum (Roxb.) Benth.
- Homalium francii Guillaumin
- Homalium fulviflorum Sleum.
- Homalium gitingense Elmer
- Homalium glabrifolium Geddes
- Homalium glandulosum Tagane & V.H.Nguyen
- Homalium graciliflorum Sleum.
- Homalium gracilipes Sleum.
- Homalium grandiflorum Benth.
- Homalium guianense (Aubl.) Oken
- Homalium guillainii (Vieill.) Briquet
- Homalium hainanense Gagnep.
- Homalium henriquesii Gilg
- Homalium hypolasium Mildbr.
- Homalium integrifolium (Lam.) Baill.
- Homalium intercedens Sleum.
- Homalium intermedium (Vieill.) Briquet
- Homalium involucratum (DC.) O. Hoffm.
- Homalium jainii A.N. Henry & M.S. Swaminathan
- Homalium juxtapositum Sleum.
- Homalium kainantense Masam.
- Homalium kanaliense (Vieill.) Briquet
- Homalium kunstleri King
- Homalium kwangsiense How & Ko
- Homalium lastoursvillense Pellegr.
- Homalium laurifolium A. C.Smith
- Homalium laxiflorum (Tul.) Baill.
- Homalium le-testui Pellegr.
- Homalium leratiorum Guillaumin
- Homalium leucophloeum (Tul.) Baill.
- Homalium longifolium Benth.
- Homalium longistaminum H.Perrier
- Homalium longistylum Mast.
- Homalium louvelianum H.Perrier
- Homalium lucidum S. Elliot
- Homalium maneauense L.A. Craven
- Homalium maringitra H.Perrier
- Homalium mathieuanum (Vieill.) Briq.
- Homalium micranthum (Boiv. ex Tul.) O. Hoffm.
- Homalium microphyllum O. Hoffm.
- Homalium minahassae Koord.
- Homalium mollissimum Merrill
- Homalium moniliforme H.Perrier
- Homalium mono H. St. John
- Homalium moto H. St. John
- Homalium moultonii Merrill
- Homalium multiflorum Merrill
- Homalium myrtifolium Sleum.
- Homalium napaulense (DC.) Benth.
- Homalium nitens Turrill
- Homalium nobile Baill.
- Homalium nudiflorum (DC.) Baill.
- Homalium oblongifolium Merrill
- Homalium ogoouense Pellegr.
- Homalium oppositifolium (Tul.) Baill.
- Homalium oubanguiense Tisserant
- Homalium palawanense J.C. Regalado, D.D. Soejarto & D.A. Madulid
- Homalium pallidum A. C. Sm.
- Homalium panayanum F.-Villar
- Homalium paniculiflorum How & Ko
- Homalium parkeri Baker
- Homalium peninsulare H. Sleum.
- Homalium perrieri Sleum.
- Homalium petelotii Merrill
- Homalium planiflorum (Boiv. ex Tul.) Baill.
- Homalium polystachyum (Vieill.) Briquet
- Homalium protectum H. Sleum.
- Homalium pseudoboinense Appleq.
- Homalium pulchrum Sleum.
- Homalium racemosum Jacq.
- Homalium ramosii Merrill
- Homalium randrianasoloi Appleq.
- Homalium ranomafanicum Appleq.
- Homalium reductum L.A. Craven
- Homalium retivenium Sleum.
- Homalium rivulare (Vieill.) Briquet
- Homalium rubiginosum (Vieill.) Warb.
- Homalium rubriflorum Sleum.
- Homalium rubrocostatum Sleum.
- Homalium rufescens (E. Mey. ex Presl) Benth.
- Homalium sabiifolium How & Ko
- Homalium sacopetalum Pierre
- Homalium samarense Merrill
- Homalium sanguineum (Boiv. ex Tul.) Baill.
- Homalium schatzii Appleq.
- Homalium schleichii Kurz
- Homalium serratum Guillaumin
- Homalium sleumeranum M. Lescot
- Homalium smythei Hutch. & Dalz.
- Homalium spathulatum Ridl.
- Homalium stelliferum H. Perrier
- Homalium stenophyllum Merrill & Chun
- Homalium stipulaceum Welw. ex Mast.
- Homalium streimannii L.A. Craven
- Homalium subcordatum L.A. Craven
- Homalium tatambense Sleum.
- Homalium taypau H. St. John.
- Homalium thouarsianum Baill.
- Homalium tomentosum (Vent.) Benth.
- Homalium tongaense H. St. John
- Homalium travancoricum Bedd.
- Homalium trigynum (Baker) Sleum.
- Homalium undulatum King
- Homalium velutinum L.A. Craven
- Homalium viguieri H. Perrier
- Homalium villarianum Vidal
- Homalium viridiflorum Exell
- Homalium vitiense Benth.
- Homalium whitmeeanum H. St. John

Selon GRIN (1 août 2018) :
- Homalium letestui Pellegr.

Selon ITIS (1 août 2018) :
- Homalium racemosum Jacq.

Selon The Plant List (1 août 2018) :
- Homalium abdessammadii Asch. & Schweinf.
- Homalium africanum (Hook.f.) Benth.
- Homalium albiflorum (Boivin & Tul.) O. Hoffm.
- Homalium axillare (Lam.) Benth.
- Homalium bhamoense Cubitt & W.W.Sm.
- Homalium boinense H. Perrier
- Homalium brachyrhachis Sleumer
- Homalium brachystylum (Tul.) Baill.
- Homalium brevipedunculatum Scott-Elliot
- Homalium breviracemosum F.C. How & W.C. Ko
- Homalium capuronii Sleumer
- Homalium cauliflorum H. Perrier
- Homalium ceylanicum (Gardner) Benth.
- Homalium cochinchinense (Lour.) Druce
- Homalium cochinchinensis (Lour.) Druce
- Homalium decaryanum H. Perrier
- Homalium dentatum Warb.
- Homalium erianthum (Tul.) Baill.
- Homalium fagifolium (Lindl.) Benth.
- Homalium graciliflorum Sleumer
- Homalium guianense (Aubl.) Oken
- Homalium integrifolium (Lam.) Baill.
- Homalium intercedens Sleumer
- Homalium involucratum (DC.) O. Hoffm.
- Homalium kainantense Masam.
- Homalium kwangsiense F.C. How & W.C. Ko
- Homalium lastoursvillense Pellegr.
- Homalium laurifolium A.C.Sm.
- Homalium laxiflorum (Tul.) Baill.
- Homalium le-testui Pellegr.
- Homalium longistaminum H. Perrier
- Homalium longistylum Mast.
- Homalium louvelianum H. Perrier
- Homalium lucidum Scott-Elliot
- Homalium maringitra H. Perrier
- Homalium micranthum (Boivin & Tul.) O. Hoffm.
- Homalium microphyllum O. Hoffm.
- Homalium mollissimum Merr.
- Homalium moniliforme H. Perrier
- Homalium myrtifolium Sleumer
- Homalium nitens Turrill
- Homalium nobile Baill.
- Homalium nudiflorum (DC.) Baill.
- Homalium oppositifolium (Tul.) Baill.
- Homalium pallidum A.C.Sm.
- Homalium paniculatum (Lam.) Benth.
- Homalium paniculiflorum F.C. How & W.C. Ko
- Homalium parkeri Baker
- Homalium perrieri Sleumer
- Homalium phanerophlebium F.C. How & W.C. Ko
- Homalium planiflorum (Boivin & Tul.) Baill.
- Homalium pulchrum Sleumer
- Homalium racemosum Jacq.
- Homalium retivenium Sleumer
- Homalium rubriflorum Sleumer
- Homalium rufescens Benth.
- Homalium sabiifolium F.C. How & W.C. Ko
- Homalium sanguineum (Boivin & Tul.) Baill.
- Homalium smythei Hutch. & Dalziel
- Homalium stelliferum H. Perrier
- Homalium stenophyllum Merr. & Chun
- Homalium stipulaceum Welw. ex Mast.
- Homalium thuarsianum (Tul.) Baill.
- Homalium trigynum (Baker) Sleumer
- Homalium viguieri H. Perrier
- Homalium viridflorum Exell
- Homalium vitiense Benth.